# 绵果芝麻菜
绵果芝麻菜（学名：Eruca sativa var. eriocarpa）是十字花科芝麻菜属芝麻菜的变种。分布于墨西哥、非洲、地中海地区、中亚以及中国大陆的新疆、山西、四川、陕西、河北、甘肃等地，生长于海拔1,050米至2,000米的地区，多生长在山坡，目前尚未由人工引种栽培。

## 别名
野菜子（甘肃）